# Ghislaine Dupont
Pour les articles homonymes, voir Dupont ou Dupond.
Ghislaine Dupont,, née le 13 janvier 1956 à Paris 20e et morte le 2 novembre 2013 (à 57 ans) au Mali, est une journaliste française grand reporter radio, spécialiste des questions africaines.

## Biographie
Ghislaine Dupont a vécu une partie de sa petite enfance en Afrique, notamment au Gabon. Après ses études universitaires, elle s'inscrit à l'École supérieure de journalisme de Paris (ESJ). Elle commence sa carrière dans la presse écrite, au Courrier Cauchois, à Ouest-France et Témoignage chrétien, alors dirigé par Georges Montaron et Pierre-Luc Séguillon, mais prend le goût du micro auprès des radios libres, notamment à Radio Gilda (d) la Radiopolitaine à qui elle propose ses premiers reportages. Elle entre à Radio France Belfort en 1983, puis travaille comme pigiste à RFI en 1986, avant de présenter les éditions d'information au Maroc à Tanger pour la radio privée maroco-française bilingue arabe-français Radio Méditerranée Internationale.
Dès son retour définitif à RFI en 1990, Ghislaine Dupont couvre l'Afrique : elle va dans les maquis de l’UNITA, en Angola, elle témoigne du drame que traversent les Sierra-Léonais dans les territoires aux mains des rebelles du RUF, elle couvre Djibouti, le conflit Éthiopie-Érythrée, le Rwanda, le Soudan, l'Algérie ou la Côte d'Ivoire où elle révèle l'existence de charnier à Abidjan.
Pendant une décennie (1997-2007), elle se consacre à la République démocratique du Congo (RDC).
En 2003, Ghislaine Dupont prend un congé sabbatique pour participer, comme responsable de la rédaction, à la création de Radio Okapi en RDC. "La fréquence de la Paix" est créée à l’initiative de la Fondation Hirondelle, ONG suisse active dans le soutien aux médias dans des contextes de crise avec le soutien de la Mission des Nations unies en RDC (Monuc). Elle y forme de jeunes journalistes qui imposeront Radio Okapi au premier plan des organes d’information du pays.
En 2006, son traitement impartial de la campagne électorale lui vaut d'être expulsée de Kinshasa par le gouvernement Kabila entre le premier et le deuxième tour de l'élection présidentielle de 2006. Elle continuera à traiter de l'actualité de la RDC, en particulier celles des nombreuses atteintes aux droits de l'homme dans ce pays en guerre (dont la question des femmes violées et celle des orphelins dans les zones de combats) avant d'être également interdite d'antenne sur ces dossiers : l'ancienne direction de RFI (alors Alain de Pouzilhac et Christine Ockrent) négocie en 2011 avec le régime de Kinshasa le rétablissement des émissions en FM de RFI en RDC en abandonnant Ghislaine Dupont, trop indépendante, « au placard », arguant de l'ouverture d'un bureau permanent de RFI/France24 à Kinshasa,. Celle-ci réagit en portant l'affaire devant les prud'hommes. Le changement de direction - en particulier à la tête du service Afrique - met fin partiellement au contentieux dès l'automne 2012 mais Ghislaine Dupont n'obtient pleinement gain de cause qu'en juillet 2013.
Connue pour ses qualités de reporter, d'enquêtrice, sa rigueur éditoriale et la finesse de ses analyses politiques, elle avait été nommée en juillet 2013 conseillère éditoriale de la rédaction de RFI par la nouvelle présidente de France Médias Monde, Marie-Christine Saragosse.
Ghislaine Dupont a été tuée le 2 novembre 2013 non loin de Kidal au nord-est du Mali après avoir été enlevée par des assaillants non identifiés. Elle était en compagnie du technicien de reportage Claude Verlon, également victime des mêmes meurtriers. Tous deux étaient arrivés à Kidal le matin du mardi 29 octobre, le jour de la libération des « otages d'Arlit », là où ces derniers sont livrés dans l'après-midi de la même journée aux autorités nigériennes. Ghislaine Dupont et Claude Verlon préparaient une émission spéciale de RFI sur « la crise dans le nord du Mali et la réconciliation ».
Selon les autorités françaises, dès novembre 2013, trois des quatre ravisseurs auraient été identifiés par les services de renseignement français, des djihadistes d'AQMI ayant servi dans la katiba d'Hamada Ag Hama, dit « Abdelkrim al-Targui », avant de rejoindre le forces du MIA puis du HCUA après la défaite des islamistes. Le 6 novembre, ces assassinats sont revendiqués par des hommes d'AQMI appartenant à la katiba Al Ansar, sous les ordres d'Abdelkrim al-Targui.
Un Touareg nommé Baye Ag Bakabo (d) est suspecté d'avoir organisé l'enlèvement. Trafiquant de drogue, il rejoint AQMI en 2006. En février 2013, lors de l'opération Serval il déserte en emportant l'argent de sa katiba et gagne Kidal où il rejoint le HCUA. Mais en avril, il est menacé de mort par son ancien chef, Abdelkrim al-Targui, qui lui déclare qu'il ne sera pardonné qu'à la condition de remettre l'argent qu'il a dérobé. Afin de rembourser ses dettes, Ag Bakabo organise l'enlèvement des deux journalistes, mais l'opération tourne mal. Après l'assassinat des deux otages, il prend la fuite,.
Au Mali, l'enquête est confiée à un juge d'instruction, Mahamadou Kassogué. En mars 2014, les autorités françaises et maliennes  n'évoquent plus qu'un seul suspect identifié et un mandat d'arrêt a été lancé contre Baye Ag Bakabo (d), le propriétaire du véhicule de l'enlèvement. Proche d'Ansar Dine, il est soupçonné de travailler pour l'islamiste Abdelkrim al-Targui (« le Touareg »).
Baye Ag Bakabo (d) sera tué par l'armée française le 5 juin 2021, dans la région d'Aguel'hoc,.
Selon le procureur général François Molins, l'enlèvement aurait mal tourné à cause d'une panne de moteur du pick-up. Les djihadistes auraient alors exécuté leurs prisonniers afin de favoriser leur fuite. Ghislaine Dupont est abattue de trois balles de face et Claude Verlon de sept balles dans le dos. À 14 h 25, une heure et quart après l'enlèvement, les corps des journalistes sont retrouvés par les soldats français à 12 km de Kidal. Selon d'autres sources, c'est un hélicoptère qui aurait repéré les corps.
D'après un correspondant du New York Times en poste à Dakar, le général malien Didier Dacko aurait déclaré qu'ils avaient été découverts la gorge tranchée.  Une information jamais recoupée par d'autres sources mais dont la rumeur a circulé les jours suivants sur plusieurs sites dont des blogs anti-islamistes.
Dans les mois qui suivent la mort des deux Français, plusieurs commentateurs s'étonnent de la lenteur des progrès de l'enquête. En avril 2014, une information judiciaire est confiée aux juges anti-terroristes Laurence Le Vert, Christophe Teissier et Marc Trévidic,.

## Hommage officiel
Ghislaine Dupont et Claude Verlon sont décorés à titre posthume de l'Ordre national du Mali par le président de la République du Mali Ibrahim Boubacar Keïta le 4 novembre 2013.

## Création d'uneassociation des amis de Ghislaine Dupont
Le 21 mars 2014, la famille et les proches de la journaliste créent l'association « Les Amis de Ghislaine Dupont ». L'article 2 des statuts en précise ses buts : 
1. concourir à la manifestation de la vérité et à l'expression de la justice sur les circonstances et la cause de la mort de Ghislaine Dupont, assassinée avec Claude Verlon à Kidal (Mali) le 2 novembre 2013 ;
2. encourager toute action en mémoire de Ghislaine Dupont.

La mère de Ghislaine Dupont préside l'association. Ses porte-parole sont Laurence Lacour, journaliste, écrivaine et éditrice ainsi que Pierre-Yves Schneider, journaliste, formateur.
La presse française et malienne se fait l'écho des interrogations de l'association,,,,,. L'association reçoit également le soutien d'organisations professionnelles.
En mai 2016, l'association change d'intitulé et devient « Les Amis de Ghislaine Dupont et Claude Verlon ».

## Un an après l'assassinat
À l’approche de la date anniversaire, le 2 novembre 2014, en réponse à une question orale du député socialiste François Loncle à l’Assemblée nationale, le ministre des Affaires étrangères déclare que l’enquête judiciaire serait entrée, selon lui dans une phase décisive et que l’assassinat de Ghislaine et Claude ne resterait pas impuni. À l’occasion d’une rencontre avec la presse le jeudi 30 octobre 2014, les proches et la famille se félicitent de la confiance exprimée par les responsables politiques à l’égard des magistrats instructeurs mais s’inquiètent pour leur part d'une enquête qui n'avance pas assez vite et du silence persistant des médias à propos des zones d’ombres sur la mort des deux reporters.
Toujours en question : l’incohérence des horaires communiqués par le parquet de Paris et les militaires de Serval sur l’intervention des différentes forces présentes à Kidal le 2 novembre 2013 après l’enlèvement ; Le départ précipité de deux officiers supérieurs de la Minusma, en visite à Kidal ce même jour.
L’association des amis de Ghislaine Dupont, ainsi que les familles et leurs avocats s’inquiètent par ailleurs d’un accord éventuel qui pourrait être signé à Alger entre le gouvernement malien et les mouvements armés touaregs  prévoyant une amnistie et donc l'impunité pour les tueurs et leurs commanditaires,
Le 2 novembre 2014, Radio France Internationale révèle les noms des lauréats maliens 2014 de la « bourse Ghislaine et Claude » : la journaliste Rachelle Tessougué, 32 ans et Sidi Mohamed Dicko, 26 ans, technicien radio.

## Depuis 2015

### La mère de Ghislaine Dupont reçue par François Hollande
Le 4 juillet 2015 – 20 mois après le drame – la mère de Ghislaine Dupont, Marie-Solange Poinsot (d), adresse une lettre ouverte au président de la République dans la presse quotidienne régionale et le 24 juillet 2015 elle est reçue, avec la fille et la sœur de Claude Verlon, et plusieurs autres proches par François Hollande pendant près d’une heure trente,.

### Les affirmations du président de la République en 2016
Dans le livre Un président ne devrait pas dire ça paru en 2016 et recueillant des confidences du président François Hollande, ce dernier affirme que l'ancien otage Serge Lazarević enlevé au Mali, puis libéré, aurait été enlevé par les mêmes ravisseurs que Ghislaine Dupont et son ingénieur du son, ce qui contredirait la version officielle. Les proches de Ghislaine Dupont reprochent à l’État français de savoir qui est à l'origine de sa mort mais de dissimuler certaines informations.

### Enquête du magazine téléviséEnvoyé spécial
En janvier 2017, Envoyé spécial (magazine de France 2) diffuse une émission intitulée « Otages d'État » préparée avec RFI et Mediapart par les journalistes Michel Despratx, Geoffrey Livolsi, Cheick Amadou Diouara, Antoine Husser, Loup Krikorian et Marielle Krouk consacrée aux différentes hypothèses autour des circonstances de la mort de Ghislaine Dupont et Claude Verlon et leur lien possible avec l’affaire des otages d’Areva à Arlit au Niger. Pour eux, l'affaire serait un véritable « scandale d'État » commençant dans la nuit du 15 au 16 septembre 2010, quand un commando d’Aqmi enlève sept salariés d’Areva et de Sogea-Satom (groupe Vinci). Le traitement de cet enlèvement suit un cheminement tortueux ayant pu faire de nombreux mécontents et certains d'entre eux auraient enlevé puis exécuté les deux envoyés de Radio France internationale en représailles de promesses non tenues, peut-être financières.
Thomas Hofnung, spécialiste reconnu des questions africaines, publie en février 2017 dans Le Monde une chronique où il exprime ses doutes sur les chances que « toute la lumière soit faite sur la mort tragique de Ghislaine Dupont et Claude Verlon, des professionnels courageux et engagés qui ne faisaient que leur travail à Kidal » et estime qu'il ne s'agit pas simplement de « dégâts collatéraux d’une bagarre franco-française sur fond de soupçons tenaces et délétères de rétrocommissions, mais d’abord (...) de victimes de groupes islamo-crapuleux attirés par l’odeur de l’argent ».
Deux mois après la diffusion, il apparaît dans un « droit de suite » de l'hebdomadaire Télérama que la polémique engendrée par cette émission a permis de faire connaître les nombreuses interrogations à destination des autorités françaises, judiciaires et politiques, restant sans réponses et les nombreuses réticences de l'État à lever les zones d'ombre.

### Exposition de dessins: « Dessiner pour ne pas tirer un trait »
Plus de quarante dessinateurs de presse, caricaturistes ou jeunes graphistes ont accepté de participer à la réalisation d'une exposition destinée à circuler pour ne pas oublier les circonstances de la mort de Ghislaine Dupont et Claude Verlon. Celle-ci a été présentée à la Maison des journalistes, en novembre/décembre 2016, puis à France Médias Monde (RFI et France 24) en février/mars 2017.
À partir d'avril 2017, l'Institut français tient à la disposition des instituts et centres culturels français dans le monde une version numérique de l'exposition pour une impression locale par les postes.
Durant l'été 2017, l’exposition est présentée lors des troisièmes « Rencontres culturelles d'Altagène », village de l'Alta Rocca, ainsi qu'une dizaine de dessins réalisés par des élèves du lycée de Sartène et par le dessinateur de presse corse Alain Luciani.

### En 2019
Le 22 juillet 2019, RFI remet en question la version officielle de l'armée française sur les morts de Ghislaine Dupont et Claude Verlon au Mali. La radio affirme que les forces spéciales et les hélicoptères français avaient pris en chasse les ravisseurs, alors que l'armée française avait assuré que ses forces n'avaient eu « aucun contact visuel ou physique » avec les auteurs de l'enlèvement.
Le 7 septembre 2019, la cellule d'investigation de France Inter publie une enquête coordonnée par Élodie Guéguen qui fait le point de l'avancée de l'instruction et met à jour les contradictions entre les déclarations successives des plus hautes autorités de l'État et des services concernés par la présence française au Mali, présentant les différentes hypothèses sur les causes de leur enlèvement, notamment celle d'un différend sur la rançon versée pour la libération des otages d'Arlit.

### En 2020
La rapporteuse spéciale du Conseil des droits de l'homme des Nations unies Agnès Callamard engage à partir de l'été 2020 à son tour une enquête sur l’assassinat au Mali de Ghislaine Dupont et Claude Verlon.

### En 2021
En avril 2021, Agnès Callamard, avant de quitter ses fonctions à l'ONU pour prendre la tête d'Amnesty International, écrit une longue lettre aux autorités françaises pour dénoncer l'usage inadéquat du secret-défense pour bloquer certaines informations qui seraient utiles à la justice.
Baye Ag Bakabo (d) ayant été tué le 5 juin 2021 par une frappe française à Aguel'hoc dans le Nord du Mali, avec trois autres jihadistes, les parties civiles demandent que l’enquête judiciaire sur l’assassinat des deux reporters soit poursuivie pour permette d’éclaircir totalement les circonstances du drame, et que soient arrêté l'ensemble des membres du commando restants et de leurs complices éventuels afin qu’ils soient jugés.

### En 2022
Le 27 juin 2022, France Inter consacre une émission d'Affaires sensibles à la vie de Ghislaine Dupont, préparée par Odile Conseil et présentée par Fabrice Drouelle avec des commentaires de Marie-Pierre Olphand (d) et David Baché (d) journalistes à RFI.

### En 2023
Le 2 novembre 2023, un hommage à Ghislaine Dupont et Claude Verlon est organisé à la Bibliothèque nationale de France par l'association des amis de Ghislaine Dupont et Claude Verlon avec le soutien de France Médias Monde débutant par des prises de paroles de parents, d'amis et collègues de deux disparus, suivies de la projection en avant-première du film documentaire « Sahel le désert de l'information », réalisé pour France 24 par le journaliste et documentariste Pascal Henry (d) et un duplex avec les lauréats africains de la 10e « bourse Ghislaine Dupont et Claude Verlon » décernée par RFI.  
La soirée est close par un débat sur la liberté de la presse au Sahel animé par Laurence Lacour avec Ahmed Newton Barry, Christophe Boisbouvier (d), Arnaud Froger (RSF), Antoine Glaser, Malick Konaté (journaliste, blogueur et réalisateur malien) et Anne-Fleur Lespiaut (d) (journaliste reporter d'images notamment au Sahel). Des plages musicales sont assurées par un groupe d'artistes exilés venus de Syrie, Iran, Soudan, Érythrée.

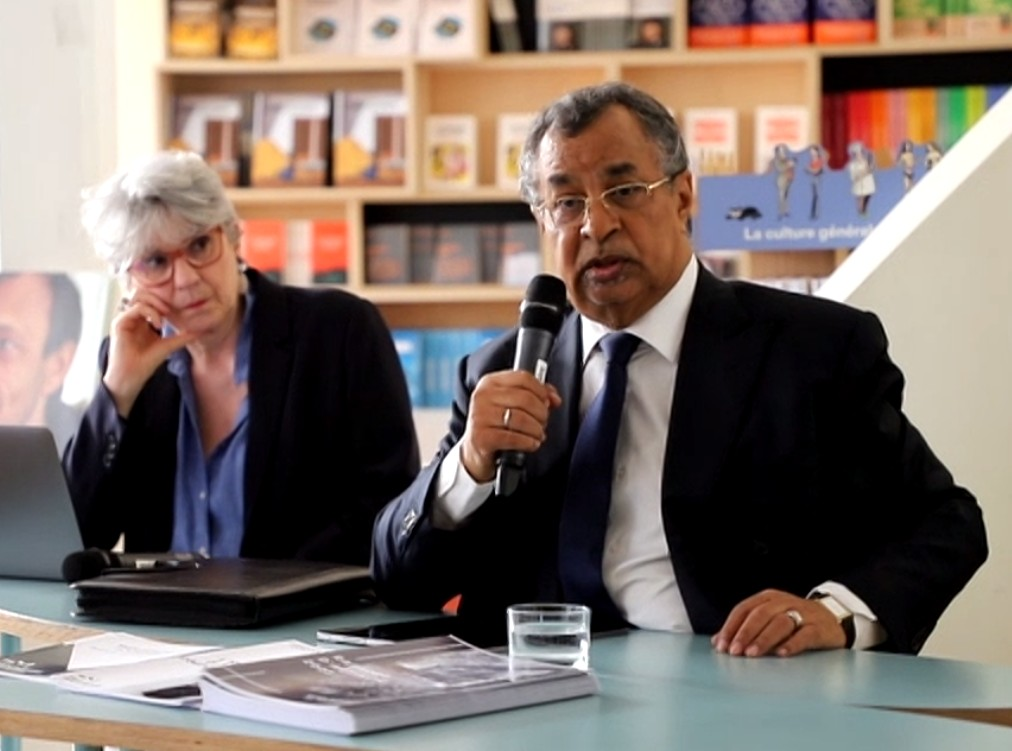
Laurence Lacour et Mahamat Saleh Annadif lors de l'assemblée générale de l'association des amis de Ghislaine Dupont et Claude Verlon en avril 2025.

## Hommage de la ville de Paris
Le 3 mai 2019, une place Ghislaine-Dupont-Claude-Verlon-Camille-Lepage est inaugurée dans le 2e arrondissement de Paris, en hommage aux trois journalistes tués.

## Discographie
- Sandrine Hergi (d) / Molly Blum (Véronique Florion), Kidal, extrait de l'album « Sierra Hotel » sorti en mai 2021[87]

### Note
1. ↑  Le nom « Ghislaine Dupont » est prononcé /ʒislɛn dypõ/.